# Džadída
Džadída (arabsky الجديدة‎, berbersky ⴰⵍ-ⵊⴰⴷⵉⴷⴰ; dříve al-Breyja – arabsky البريجة‎, Mazagan – arabsky مازاگان‎, berbersky ⵎⴰⵣⴰⴳⴰⵏ, francouzsky Mazagan, portugalsky Mazagão a al-Mahdouma – arabsky المهدومة‎) je přístavní město na atlantském pobřeží Maroka, ve kterém žije přibližně 237 tisíc obyvatel. Patří k stejnojmenné provincii Al-Džadída v regionu Casablanca-Settat. V minulosti bylo součástí portugalské koloniální říše.

## Opevnění
Historické opevnění centra města patří od roku 2004 mezi místa světového kulturního dědictví UNESCO. Na seznam památek chráněných UNESCEM bylo zařazeno jako výjimečný příklad prolnutí marockých a evropských vlivů. Za historicky zvláště významnou stavbu je považována cisterna pitné vody, která byla součástí prvního opevnění vybudovaného Portugalci – tzv. „Castelo Mazagao“, postaveném ještě ve stylu portugalských pozdně středověkých pobřežních pevností.
První stavby zde Portugalci začali stavět na přelomu 15. a 16. století, intenzivní fáze budování renesanční fortifikace města začala urychleně v roce 1541, po dobytí nedaleké portugalské pevnosti Santa Cruz na mysu Gué v oblasti dnešního Agádíru šarífou Abu Abdullahem Muhammadem I. z dynastie Saadů. Král Jan III., syn krále Manuela I. Šťastlivého, rozhodl o vybudování moderní pevnosti v „italském“ stylu a svěřil vedení skupiny nejlepších architektů země svému bratrovi Ludvíkovi (Luísovi, 1506–1555), který byl nadstandardně vzdělán jak v matematice, tak v architektuře.
K renomovaným pevnostním architektům podílejícím se na budování pevnosti patřil Benedetto da Ravenna, jenž předtím působil ve službách Karla V., Joao de Castilho, jeden z nejvýznamnějších stavitelů manuelské éry, Diego de Torralva, patřící k hlavním portugalským renesančním architektům, i budoucí královský stavitel portugalských pevností Miguel de Arruda či Francisco de Holanda, který se právě vrátil ze studijní cesty v Itálii podpořené královským stipendiem.
Pevnost se v této oblasti plánovala postavit přibližně 20 let, uvažovalo se o ní již na sklonku vlády krále Manuela. Až v letech 1541–1542 tu v rekordním čase bylo vybudováno město obklopené na svou dobu jedním z nejmodernějších opevnění. Pevnost má přibližně osmiúhelníkový tvar se čtyřmi dominantními rohovými bastiony.

## Dějiny
V letech 1502 až 1769 bylo město v držení Portugalců pod jménem Mazagão. V roce 1769 jej získal marocký sultán Mohammad III. a tím byla ukončena portugalská přítomnost v severní Africe. Evakuované portugalské obyvatelstvo bylo z velké části přesídleno do Brazílie, kde založilo obec Nova Mazagão (ve státě Amapá).

## Hospodářství
Z města probíhá vývoz mandlí, kukuřice, cizrny, ovčí vlny, vosku a vajec. Naopak je dovážena bavlna, cukr, čaj
a rýže. Kvalita místních pláží je ovlivněna znečištěním z přístavů a továren u pobřeží.

## Fotogalerie

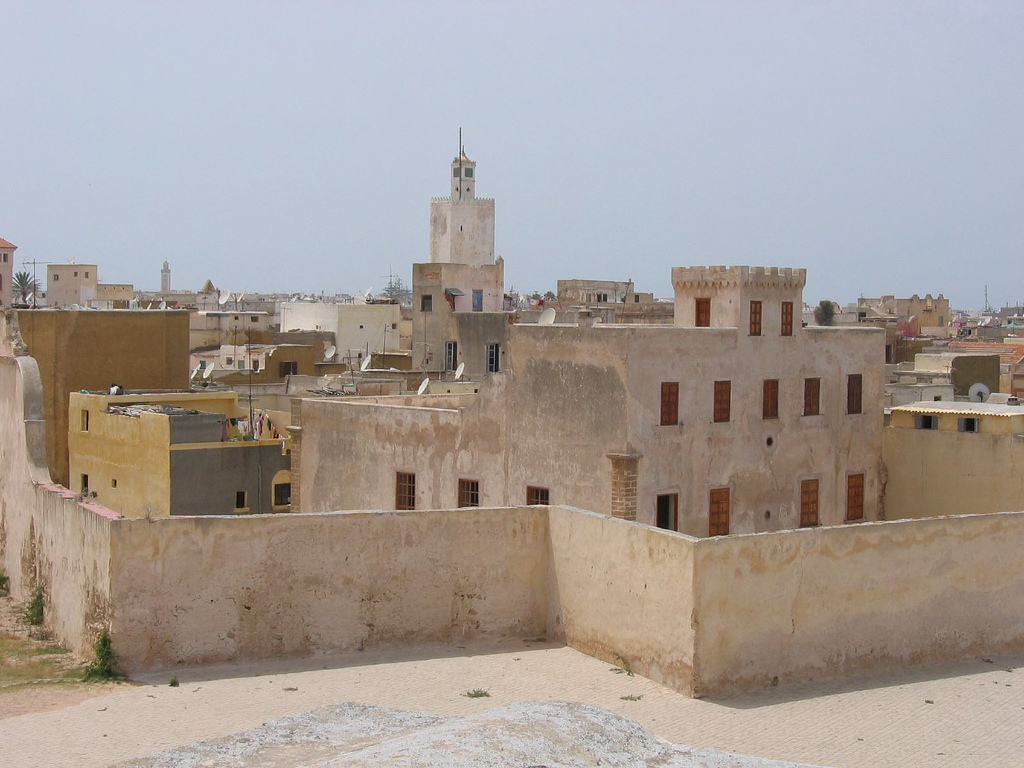
Historická zástavba
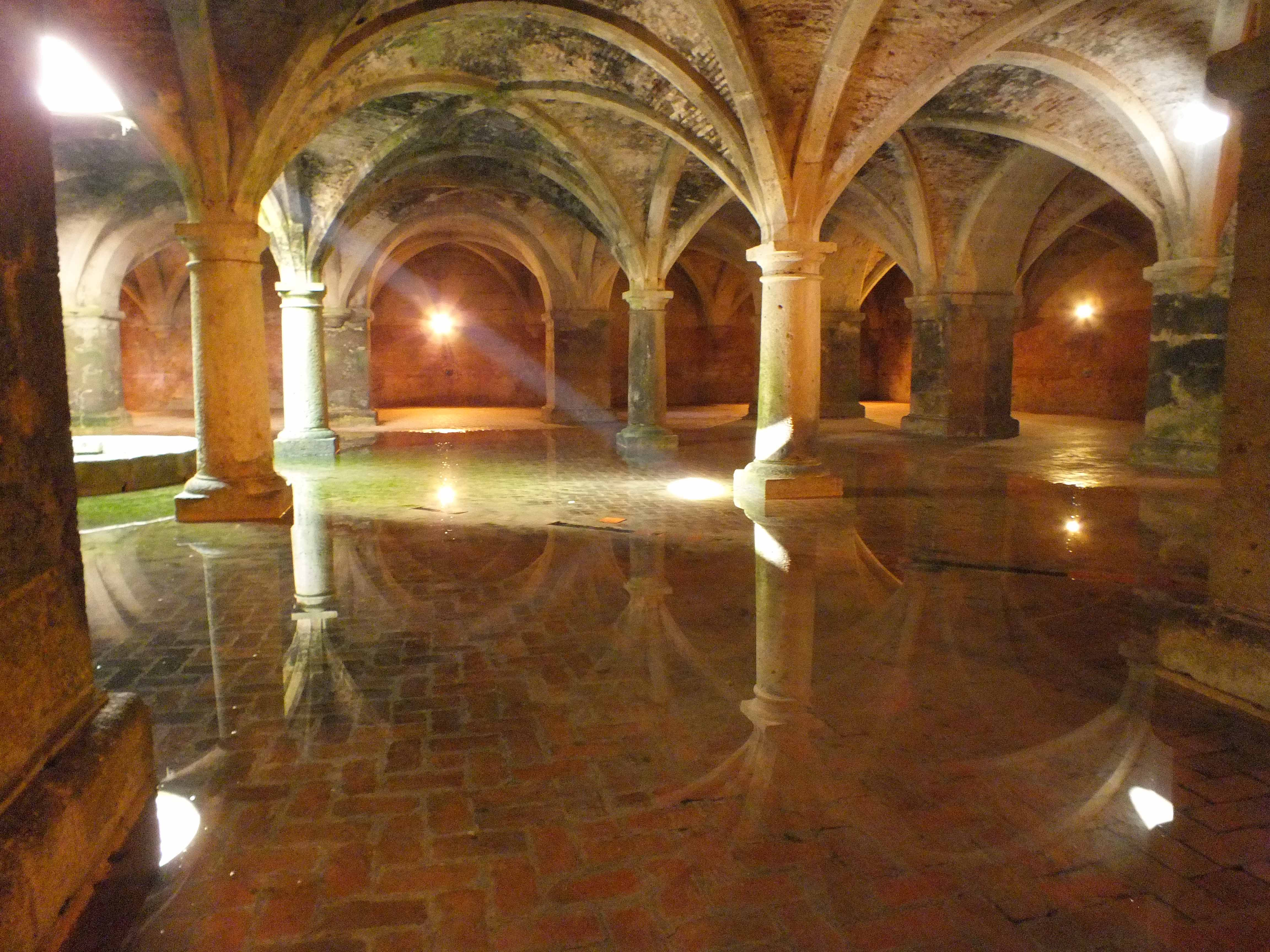
Cisterna pitné vody
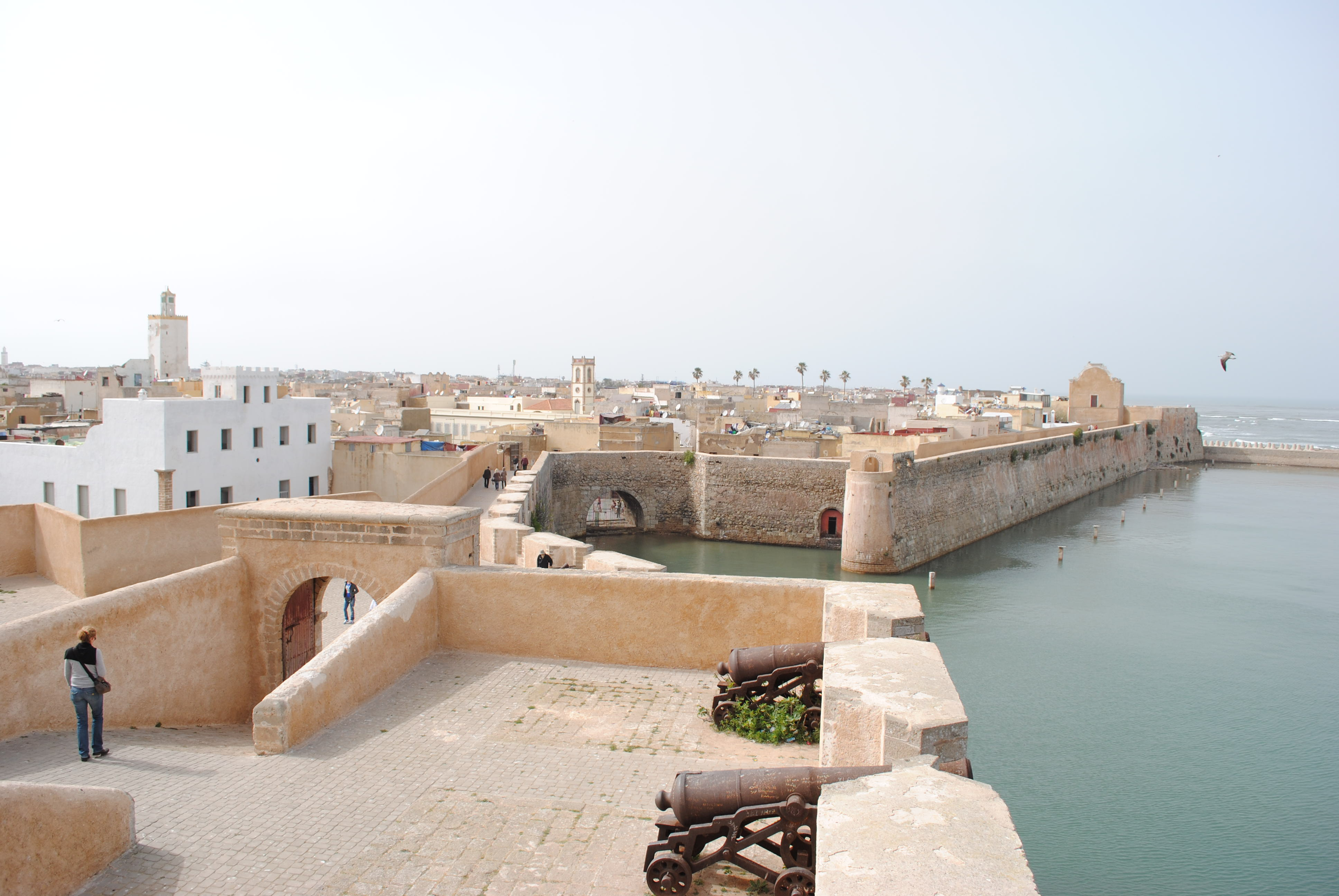
Opevnění portugalského koloniálního města
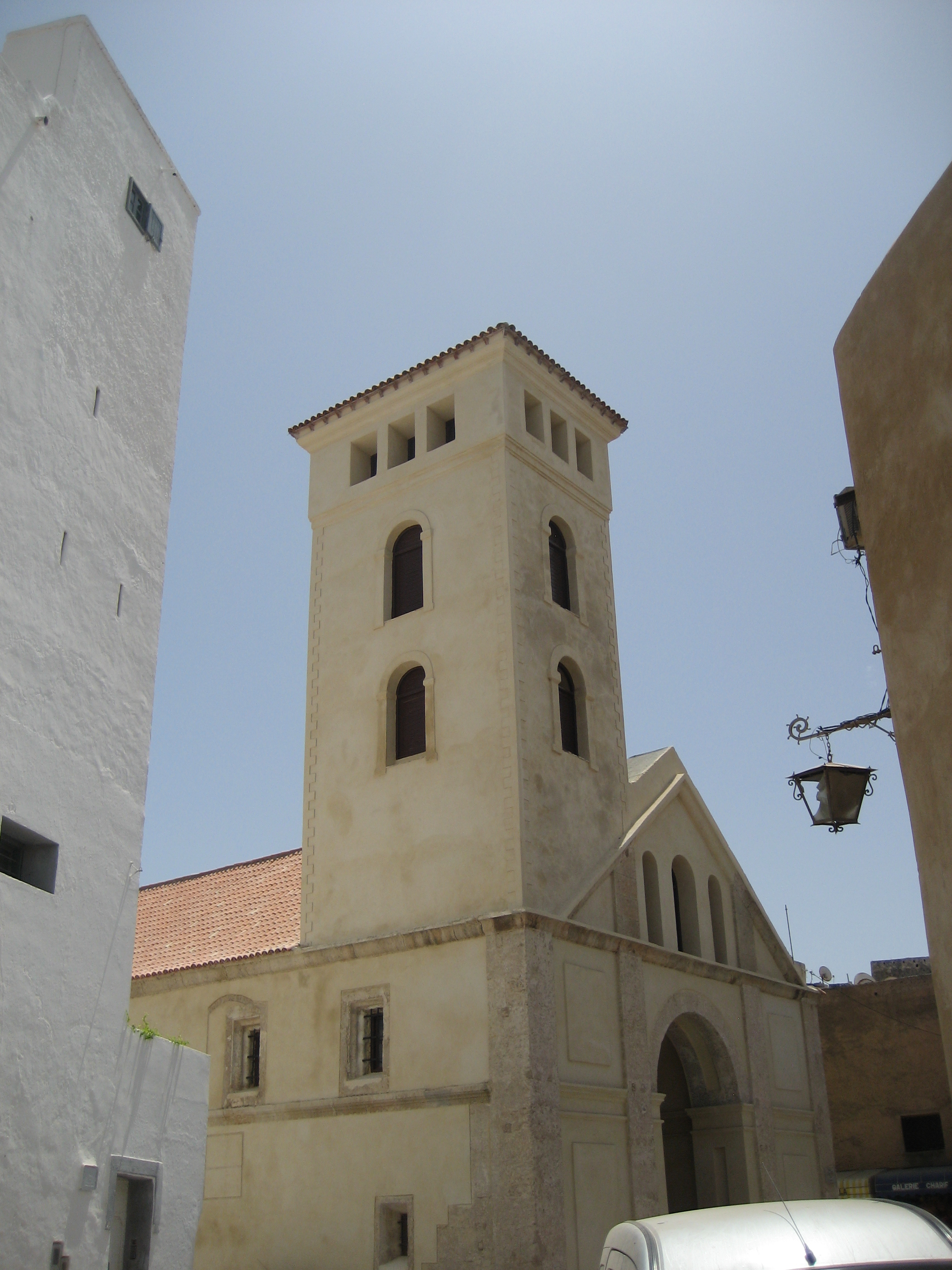
Bývalý katolický kostel

## Partnerská města
- Arenzano, Itálie
- Nabeul, Tunisko
- Sète, Francie
- Sintra, Portugalsko
- Tacoma, Spojené státy americké
- Varennes, Kanada
- Vierzon, Francie